# Georges Descrières
Georges Descrières (Bordeaux, 15 april 1930 – Cannes, 19 oktober 2013) was een Frans acteur.
Hij speelde in meer dan 52 films en televisieseries in de periode van 1954 en 1996. Zo speelde hij naast Anna Karina in de film Sun in Your Eyes en speelde de nette crimineel Arsène Lupin in de gelijknamige televisieserie.

## Bekende films
- Le Rouge et le Noir (1954)
- Come Dance with Me (1959)
- De drie musketiers (1961)
- Tonight or Never (1961)
- Sun in Your Eyes (1962)
- Two for the Road (1967)
- A Flea in Her Ear (1968)
- Mon Curé Chez les Nudistes (1982)
- Le Comédien (1996)